# レイヴン (ギルティギア)
レイヴン（Raven）は、2D対戦型格闘ゲームGUILTY GEARシリーズに登場する架空の人物。声優は坂野茂（『GGXX』）、安元洋貴（『GG2』）。

## 概要
- 「あの男」に仕える謎の男で、彼の三人の側近のうちの一人。
- 初出は小説『白銀の迅雷』。ゲームでは『GGXX』から登場し、プレイアブルキャラクターとしては『GG2』が初出となる。
- 自らの身が塵と化しても蘇る不死身の体を有しているため、全身に針を刺した異様な外見をしている。頭部に突き刺さっている針は死ぬために自ら刺したもの。
- 『GG2』では、黒ずくめに仮面を被ったコスチューム。『XrdR』では仮面を外し、フード付きの黒いローブを着用したコスチュームに変更されている。なお瞳が片目だけコインの柄になっており、オッドアイ風になっている。
- アクセル=ロウとの関連性が物語の中で示唆されていたのだが、石渡自身が否定した[1]。
- 性格はマゾヒストそのもので、戦闘時には狂気を含んだマゾヒズム振りを露わにする。その一方、非戦闘時では落ち着いた態度を取っている。現在の性格となったのは、はるか昔より滅びない肉体となったことで、自ら感じ取れる快楽を得たいがため死に等しい痛みや刺激を渇望しているためといわれている。
- 死ぬ為にありとあらゆる方法を試して失敗しており、『XrdR』では全キャラクターの一撃必殺技を受ける際は全て喜々として受けている。またKOされた後のダウン時ではレイヴンのみ痙攣を起こしている。これらの変態ぶりはラムレザル＝ヴァレンタインからも「その笑顔は真似したくない」と困惑気味で気持ち悪がられた。
- 『XrdR』コンシューマ版ではプレイアブルキャラクターとして登場。レイヴンがプレイアブルとして登場するのは『GG2』以来約8年半ぶり。
- 『REV2』のアフターストーリーで、かつては自身の能力を最大限活用して多くの人を救う事をしていた。

## 技の解説

### 必殺技
トラオリヒ・ツィーガー（『GG2』のみ）
前方上方向へ3連針を放つ。
シュメルツ・ベルク（『GG2』～）
前方に針を発射する。長リーチ、高火力、高速と3拍子揃った作中最強クラスの飛び道具。
『XrdR』では前方に針を1本飛ばす。ヒットしたときは一時的に相手の移動速度を横限定で減少する効果もある。
クライゼン・ヴェー（『GG2』のみ）
横方向から3本の針を放つ。相手にヒットすれば3回まで連発する事が出来、途中で他の必殺技やスキル・アイテムに繋げる事も出来る。
ケブレヒリヒ・リヒト（『GG2』～）
空中から針を発射する。ほぼ空中版シュメルツのような性能だが、受身不能時間やリーチはシュメルツよりも短い。威力もほんの少し弱い。
『XrdR』でも空中専用技だがP版とK版の2種類があり、ボタンによって針を投げる角度が変化。またシュメルツ・ベルグ同様相手の移動速度を一時的に減少させる。
グラオザーム・インプルス（『XrdR』）（空中可）
爪で前方を薙ぎ払う。リーチが長く中距離戦での活用が高いが、攻撃の発生はやや遅い。空中版では地上版よりリーチがやや短くなる一方、攻撃の発生が早い。
『REV2』では興奮度が増加するほか、興奮度が一定以上だと攻撃の発生が若干早くなる。
シャルフ・クーゲル（『XrdR』）（空中可）
レイヴンの眼前に球状のエネルギーを放つ。発生は遅めだが一定時間エネルギーが停滞するため、相手の起き上がりに合わせて使用した際の起き攻め用の技として重宝する。
『REV2』では興奮度の貯まり具合によりヒット数が変化する。
バッケン・ツヴァイク（『XrdR』）
相手を掴んで地面に叩きつけるコマンド投げ。S版とHS版があり、S版は斜め上へ腕を伸ばす対空技で、HS版は真横へ腕を伸ばして地上の相手を掴むなど、入力のボタンにより角度が変化する。興奮度が一定以上だと技の性質が強化。
『REV2』では技がヒットすると興奮度が増加する。
ここにされたい（『XrdR』）
特殊な構えに移行し、固有ゲージ「興奮度」を微量増加させる。カウンター技扱いで継続使用が可能であり、構え中に相手から攻撃を受けるとより興奮度が大きく増加するほか、この時受けたダメージ分は構えニュートラル時に一定時間相手から攻撃を受けなければ回復する（回復可能のダメージはゲージの紫部分で表示）。ただし回復前にダメージを受けた場合は、回復可能のゲージが消滅してしまう。
興奮ゲージ
テンションゲージ上部に存在する顔状のアイコン。この時に上記「ここにされたい」で一定量ゲージが貯まると攻撃力や一部の必殺技が強化される。テンションゲージ同様ラウンドへの持越しは不可。
『REV2』ではグラオーサム・インプルスなど一部の必殺技がヒットすると興奮度が増加する一方で、興奮度を上げる手段を行わないまま一定時間が経過するとゲージが減少していく設定に変更された。

### スキル
そこじゃあない
ロックオン対象（ゴースト以外）の背後へ瞬時にワープする。非ロックオン時はその場に逆方向を向いて再出現する。
フェッセルン・ヴィンパー
二本の針を置き、それを中心にフィールドを展開。フィールド内の敵サーヴァントは「鈍足」・「呪い（攻撃封じ）」の状態異常を受ける（マスターユニットには効果無い）。 一本毎の効果範囲は他フィールド範囲系の半分程度。ディスペルされるか針が破壊されることで効果は解ける。
レーディヒ・ブリック
ロックオン対象1体に確実に鈍足効果を与える。ガード不能。ディスペル可能。
シュヴァルツ・ヴォルケン
機動タイプのミニオン「カラス」を召喚。対マスターにはテンションゲージと体力へのダメージを、対サーヴァントには経験値へのダメージを与え、自マスターにテンションとして還元するという変わった攻撃を持つ。

### 覚醒必殺技
フェアツヴァイ・フェルト（『GG2』～）
自分の周囲にダメージを与える。攻撃と同時に「SU☆TE☆KIポージング」を取る。数多のフィニッシュポーズがあり、Xボタンを押しっぱなしで連続でポーズを行えることができる。
『XrdR』ではレイヴンの周囲に針を展開したあと相手に向けて特攻する。攻撃終了後に『GG2』同様ポージングを取る。
『REV2』では攻撃がヒットすると興奮度が増加する。
ゲルトライヤー（『XrdR』）
初撃の斬り払いがヒットすると相手に突きを放つ。興奮度ゲージに反映され、ゲージが多いとヒット数と威力が増加。
『REV2』では攻撃のフィニッシュ後に興奮度が減少する仕様になった。

### 一撃必殺技
ゼーンズフト（『XrdR』）
腕を伸ばした攻撃がヒットすると演出へ移行し、口元を掴んだ相手を自分の肉体ごと派手に燃やし尽くしてしまう。ただしレイヴンのみは上記の通り不死身の肉体であるため、灰と化しても片腕が復元される。

## サーヴァント
ヴァレンタインのものと同様だが、マスター性能がヴァレンタインとは大きく異なっており、マスターの戦闘能力が大幅に向上。リーチが長く素早い突き技、相手に近付きながら攻撃できる突進技やワープ能力、遠くから一瞬で攻撃できる優秀な飛び道具、相手に鈍足効果を与えるスキルなどを有し、とことん粘着する独特の立ち回りを行う事が出来る。 
カラス
レイヴン専用のミニオン。ヴァレンタインの「ブラウニー」の代わりに登場する。

## テーマミュージック
- Worthless as the Sun above Clouds（『OVERTURE』）
- TSUKI NO SHIHAI（『XrdR』）

## その他
『GG2』に参戦するにあたって、石渡太輔曰く「割と適当にデザインした」ため、『GGXX』以前のデザインから大幅に変更されており、『GGXX』以前と『GG2』以降ではかなり外見が異なる。